# Katastrofa lotu Precision Air 494
Katastrofa lotu Precision Air 494 – regularny krajowy lot pasażerski w Tanzanii, z portu lotniczego Dar es Salaam do portu lotniczego Bukoba z międzylądowaniem na porcie lotniczym Mwanza. 6 listopada 2022 samolot ATR 42–500 rozbił się w Jeziorze Wiktorii podczas próby lądowania na porcie lotniczym Bukoba, podczas złej pogody i słabej widoczności. Zginęło 19 osób, w tym obaj piloci, którzy utonęli, zanim ratownicy mogli do nich dotrzeć.

## Katastrofa
Lot 494 wystartował z portu lotniczego Dar es Salaam około godziny 6:00 czasu wschodnioafrykańskiego. Miał wylądować w porcie lotniczym Bukoba około godziny 8:30. Ocalały stwierdził, że piloci musieli zmienić trasę samolotu z powodu pogarszającej się pogody i że samolot musiał lecieć w kierunku granicy tanzańsko-ugandyjskiej, zanim zawrócił w kierunku portu lotniczego Bukoba. Pasażer stwierdził, że podczas podejścia samolot wleciał w silne turbulencje, a chwilę później rozbił się w Jeziorze Wiktorii.
Samolot rozbił się w Jeziorze Wiktorii o godzinie 8:53 – 500 m przed pasem startowym. Ci, którzy przeżyli, stwierdzili, że przednia część samolotu została natychmiast wypełniona dużą ilością wody, wywołując panikę w kabinie. Następnie stewardesy otworzyły wyjścia awaryjne i pasażerowie zaczęli uciekać z tonącego samolotu. Zdjęcia i filmy rozpowszechniane w mediach społecznościowych pokazały, że samolot był prawie całkowicie zanurzony, a tylko jego część ogonowa była widoczna ponad linią wody.

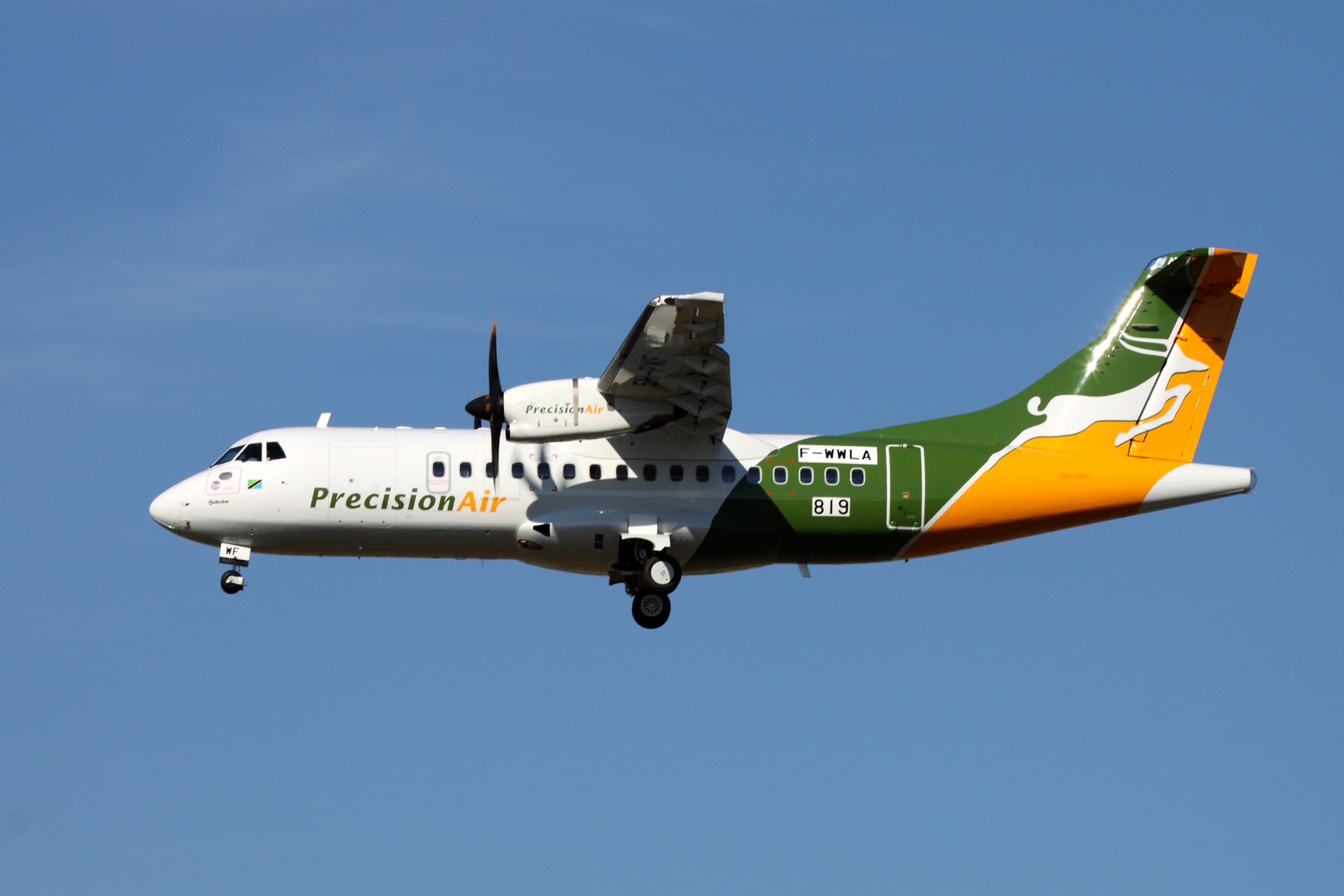
Zdjęcie samolotu z 2010 roku, lądującego na porcie lotniczym Tuluza-Blagnac

## Samolot
Samolot biorący udział w wypadku to 12-letni ATR 42–500, o numerze seryjnym 819, zarejestrowany jako 5H-PWF. Został dostarczony do linii Precision Air w sierpniu 2010 roku. Samolot był napędzany dwoma silnikami turbośmigłowymi Pratt & Whitney Canada PW127.

## Pasażerowie i załoga
Na pokładzie było 39 pasażerów i 4 członków załogi, w tym 1 niemowlę. Większość pasażerów to Tanzańczycy, jednak lokalne media podały, że dwójka pasażerów to Kenijczycy, w tym drugi pilot. Pierwszy pilot samolotu został zidentyfikowany jako Buruhani Bubaga; drugim pilotem był Peter Odhiambo. Spośród 43 osób na pokładzie 19 zginęło, w tym obaj piloci, którzy utonęli, zanim ratownicy mogli do nich dotrzeć.

## Próba ratowania
Jako pierwsi na miejsce katastrofy przybyli miejscowi rybacy. Wybili oni tylne szyby, rozbijając je wiosłem, skutecznie ratując tych, którzy siedzieli z tyłu. Obaj piloci byli nadal przytomni i żyli, ponieważ w kokpicie nie doszło do wycieku wody. Rybak próbował wybić szyby w kokpicie siekierą, niestety nie udało mu się. Następnie przywiązał linę do drzwi awaryjnych kokpitu i próbował je otworzyć. Lina jednak pękła, pozbawiając go przytomności.
Ratownicy przybyli na miejsce zdarzenia, aby uratować osoby wciąż uwięzione w samolocie. Według Alberta Chalamili, głównego administratora regionu Kagera, ratownicy byli w kontakcie z pilotami w kokpicie i próbowali przyciągnąć samolot bliżej brzegu za pomocą lin i dźwigów.

## Dochodzenie
Podczas pogrzebu ofiar premier Tanzanii Kassim Majaliwa oznajmił, że będzie prowadzone dochodzenie w sprawie katastrofy. W dochodzeniu byłby zaangażowany Urząd Lotnictwa Cywilnego Tanzanii. Francuskie Biuro Śledcze i Analiz Bezpieczeństwa Lotnictwa Cywilnego potwierdziło, że jego członkowie udadzą się do Tanzanii, aby pomóc w dochodzeniu.

## Odpowiedź
Port lotniczy Bukoba był zamknięty do 9 listopada.
Prezydent Tanzanii Samia Suluhu Hassan napisała na Twitterze: „Ze smutkiem przyjęłam informację o katastrofie samolotu Precision Air nad Jeziorem Wiktorii w regionie Kagera. Przesyłam kondolencje wszystkim osobom dotkniętym tym incydentem. Zachowajmy spokój podczas trwania akcji ratunkowej i módlmy się do Boga, aby nam pomógł.”. Premier Majaliwa odwiedził miejsce katastrofy i powiedział, że zostanie przeprowadzone szeroko zakrojone śledztwo w celu ustalenia pełnych przyczyn katastrofy.
7 listopada na stadionie Kagera Kaitaba odbył się pogrzeb. Premier Majaliwa wraz z duchownymi muzułmanami i chrześcijanami poprowadził modlitwy w intencji ofiar, gdzie zgromadziły się setki żałobników. Później stwierdził, że koszty pogrzebu pokryje rząd, dodając, że krewni ofiar otrzymają 1 000 000 szylingów.